# ボブ・クラーク
ボブ・クラーク（Bob Clark, 1939年8月5日 - 2007年4月4日）は、アメリカ合衆国の映画監督、プロデューサー、脚本家。

## 経歴

### 生い立ち
1939年にニューオリンズで生まれ、フロリダ州フォートローダーデールで育つ。幼少期に父を亡くし、母はバーメイドをつとめる貧しい家庭に育った。のちにノースカロライナ州にあるカトーバ大学へ進学して哲学を専攻。さらにクオーターバックとしてプレーしていたアメリカンフットボールの奨学金でミシガン州のヒルズデール大学へ進んだ。最終的にはマイアミ大学で演劇を学び、アメリカンフットボールのプロチームからあったオファーを断った。ただし、わずかな間ながらセミプロチームのフォートローダーデール・ブラックナイツでプレーしていた時期がある。

### キャリア
1970年代初頭にホラー映画の監督をつとめ、この頃から実質的なキャリアを積みはじめる。その初期の映画『死体と遊ぶな子どもたち』はコメディとホラーを融合させた作品であった。本作で脚本とメイクアップをつとめたアラン・オームズビーとは、古典短編小説『猿の手』からヒントを得たベトナム戦争の寓話『デッド・オブ・ナイト』でも仕事を共にしている。殺人鬼映画『暗闇にベルが鳴る』は彼の成功作の一つで、今日のスラッシャー映画の先駆けとして記憶されている。この頃、アメリカのタックス・ヘイヴンだったカナダへと拠点を移して映画を撮りはじめ、まだ規模の小さかったカナダの映画産業においてハリウッド並みの成功をおさめるようになってゆく。
1975年、テレビドラマ『爆発!デューク』の元ネタとなった『深夜の爆走野郎』で製作総指揮をつとめ、のちに制作された続編のテレビ映画『爆発!デューク ハリウッドへ行く』では製作総指揮と脚本をつとめた。なお、2005年にワーナー・ブラザース製作で公開された続編映画『デュークス・オブ・ハザード』に対しては著作権を争う訴訟を起こしており、ワーナーは公開に先立ち1750万ドルの支払いが命じられた。またそれまでに制作していた作風とはうって変わってシリアスな作品にも取り組んでおり、クリストファー・プラマー、ジュヌヴィエーヴ・ビュジョルド主演の『名探偵ホームズ 黒馬車の影』でジニー賞の監督賞・主演男優賞・主演女優賞を含む5部門で受賞。これに続き監督をつとめたバーナード・スレードの戯曲『Tribute』の映像化作品『マイ・ハート マイ・ラブ』は、主演のジャック・レモンがアカデミー主演男優賞にノミネートされるなど数々の映画賞や映画祭を賑わせ、監督・プロデューサーとしての幅広い才覚を発揮した。
その後は再びB級映画路線へと戻り、少年時代をフロリダで過ごした自らの経験をもとに構想を長く温めていた『ポーキーズ』で監督・製作・脚本をつとめる。これが1982年の公開映画のヒット作のひとつとなり、翌年には続編『ポーキーズ2』を制作。また『A Christmas Story』は公開当時こそ商業的に成功したといえなかったものの、ビデオソフト販売や繰り返しテレビ放映されたことによりクリスマス映画の定番となっている。短期間の撮影で製作費を抑え、収益率をより高く定めた映画を作り続けたキャリアに対しては、ハリウッド・レポーター誌が「非凡な映画づくり」と形容した。

### 突然の死
2007年4月4日朝、突然の交通事故により同乗していた息子とともに亡くなった。場所はロサンゼルスのパシフィックパリセーズを通る州道1号線で、対向車線から中央線を越えてきたSUVがクラークのインフィニティI30に突っ込む衝突事故であった。クラークの死後、その生涯と悲劇の死をつづった伝記ドキュメンタリー『ClarkWorld』が制作されている。

## 主な作品
- 死体と遊ぶな子どもたち Children Shouldn't Play with Dead Things （1972年） ベンジャミン・クラーク名義で監督・製作・脚本
- デッド・オブ・ナイト Deathdream （1974年） 監督・製作・アンクレジットで出演
- 暗闇にベルが鳴る Black Christmas （1974年） 監督・製作・アンクレジットで出演
- 名探偵ホームズ 黒馬車の影 Murder by Decree （1979年） 監督・製作
- ポーキーズ Porky's （1982年） 監督・製作・脚本
- ポーキーズ2 Porky's II: The Next Day （1983年） 監督・製作・脚本
- クリスマス・ストーリー（1983年） 監督・製作・脚本・アンクレジットで出演
- クラブ・ラインストーン/今夜は最高! Rhinestone （1984年） 監督
- ターク182 Turk 182 （1985年） 監督
- From The Hip （1987年） 監督・製作・脚本
- キャノンズ Loose Cannons （1990年） 監督・脚本
- トラブル・ファミリー My Summer Story （1994年） 監督・脚本
- ベイビー・トーキング Baby Geniuses （1999年） 監督・脚本
- ベイビー・トーキング2 SuperBabies: Baby Geniuses 2 （2004年） 監督・脚本